# Caesalpinia paraguariensis
Caesalpinia paraguariensis är en ärtväxtart som först beskrevs av Parodi, och fick sitt nu gällande namn av Arturo Erhardo Erardo Burkart. Caesalpinia paraguariensis ingår i släktet Caesalpinia och familjen ärtväxter. Inga underarter finns listade i Catalogue of Life.

## Bildgalleri

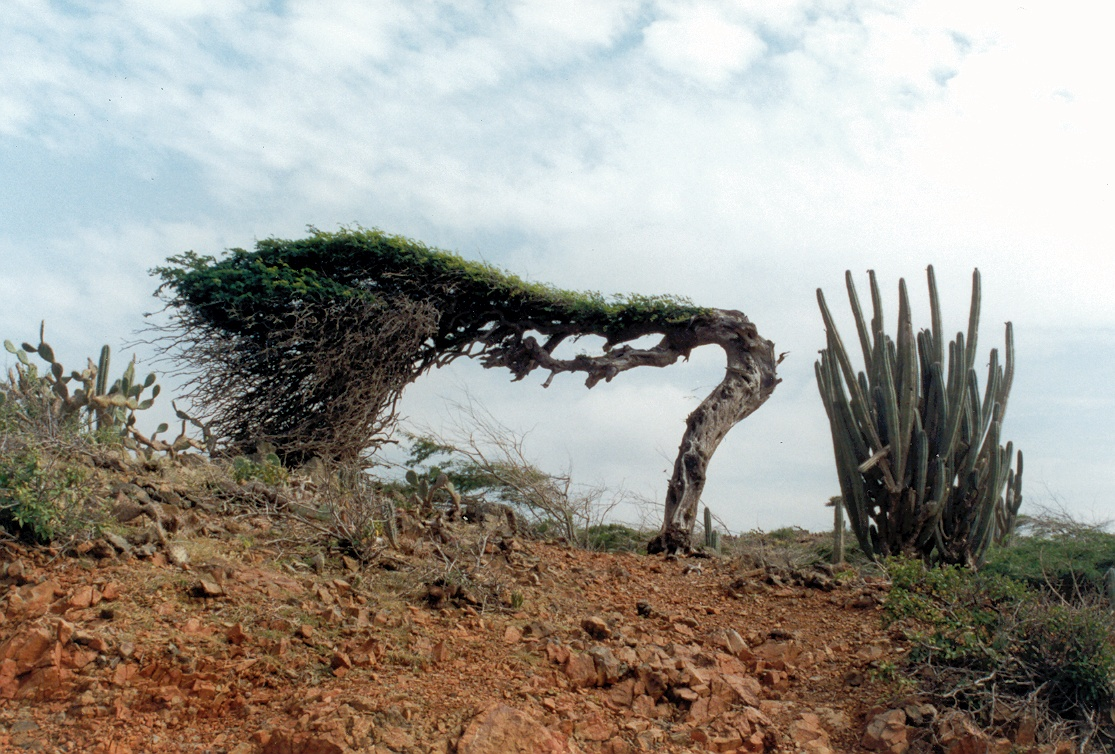